# Konkurs Trójek PLK
Konkurs Trójek PLK – koszykarski konkurs rzutów za 3 punkty. Odbywał się co roku podczas Meczu Gwiazd PLK. W klasyfikacji zwycięstw bezapelacyjnie prowadzi Andrzej Pluta, który ma na swoim koncie 9 zwycięstw. Od 2019 konkurs jest rozgrywany w ramach Pucharu Polski.
Dwukrotnie w historii konkursu wystąpili w nim amatorzy, Przemysław Frankiewicz (1995) i Piotr Satanowski (2011).
W 1996 w Poznaniu do rywalizacji stanęła po raz pierwszy w historii kobieta, 17-letnia piłkarka ręczna z Włocławka – Edyta Jędrzejewska. 9 lat później do konkursu stanęła kolejna kobieta, tym razem koszykarka Wisły Can-Pack Kraków – Shannon Johnson.
Tylko pięciokrotnie zwycięzcami zostawali obcokrajowcy.

## Zwycięzcy
| Data        | Zwycięzca            |
| ----------- | -------------------- |
| 22 IV 1994  | Igor Griszczuk       |
| 9 IV 1995   | Wojciech Królik      |
| 1 V 1996    | Wojciech Królik      |
| 22 XI 1996  | Andrzej Adamek       |
| 22 XI 1997  | Andrzej Pluta^       |
| 28 III 1998 | Adrian Małecki       |
| 13 III 1999 | Ainārs Bagatskis     |
| 3 X 1999    | Andrzej Pluta^       |
| 29 I 2000   | Andrzej Pluta        |
| 29 III 2003 | Andrzej Pluta        |
| 29 I 2005   | Gintaras Kadžiulis   |
| 5 III 2006  | Andrzej Pluta        |
| 3 III 2007  | Iwo Kitzinger        |
| 2 III 2008  | Andrzej Pluta        |
| 29 III 2009 | Andrzej Pluta        |
| 20 II 2010  | Andrzej Pluta        |
| 16 I 2011   | Darnell Hinson       |
| 14 I 2012   | Andrzej Pluta        |
| 24 II 2013  | Przemysław Zamojski* |
| 24 III 2014 | Chester Simmons*     |
| 16 II 2019  | Michał Chyliński¹    |
| 15 II 2020  | / Michael Hicks¹     |
| 13 II 2021  | Mārtiņš Laksa¹       |
| 19 II 2022  | Luke Petrasek¹       |
| 18 II 2023  | Jakub Nizioł¹        |
| 17 II 2024  | Dominik Wilczek¹     |

^ – oznacza zwycięzcę konkursu podczas meczu gwiazd – Polska vs Gwiazdy PLK

* – oznacza zwycięzcę konkursu podczas meczu gwiazd – TBL vs NBL

¹ – oznacza zwycięzcę konkursu podczas pucharu Polski

## Uczestnicy
pogrubienie – oznacza zwycięzcę konkursu

przekreślenie – oznacza zawodnika, który został wybrany do udziału w konkursie, ale ostatecznie w nim nie wystąpił i został zastąpiony przez innego koszykarza
1994 – Lublin
- Igor Griszczuk (Nobiles Włocławek), Anatolij Jakubienko (Instal Białystok), Michał Antczak (Bielsko-Biała, amator)

1995 – Stalowa Wola
- Andrzej Adamek (Polonia Przemyśl), Roman Rutkowski (Górnik Wałbrzych), Igor Griszczuk (Nobiles Włocławek), Piotr Karolak (Stal Stalowa Wola), Dariusz Kondraciuk (Lech Batimex Poznań), Ronnie Battle (Lech Batimex Poznań), Adam Gołąb (Stal Stalowa Wola), Wojciech Królik (Polonia Przemyśl), Przemysław Frankiewicz (amator)

1996 – Poznań
- Andrzej Adamek (Polonia Przemyśl), Ben Seltzer (Śląsk Wrocław), Ronnie Battle (10,5 Poznań), Wojciech Królik (Polonia Warszawa), Edyta Jędrzejewska (17-letnia piłkarka ręczna)

1996 – Sopot
- Andrzej Adamek (Polonia Przemyśl), Andrzej Pluta (Browary Tyskie Bobry Bytom), Martin Eggleston (PKK Warta Szczecin), Wojciech Królik (Polonia Przemyśl)

1997 – Sopot
- Andrzej Pluta (Ericsson Bobry Bytom)

1998 – Tarnów
- Duane Cooper (Pogoń Ruda Śląska), Dominik Derwisz (Stal Stalowa Wola), Andrzej Pluta (Ericsson Bobry Bytom), Samuel Hines (Pogoń Ruda Śląska), Kelvin Upshaw (Komfort Stargard Stargard), Adrian Małecki (Unia Tarnów)

1999 – Sosnowiec
- Walter Jeklin (Elana Toruń), Alan Gregov (Nobiles Anwil Włocławek), Antoine Joubert (Pogoń Ruda Śląska), Ainārs Bagatskis (Ericsson Bobry Bytom)

1999 – Gdańsk
- Andrzej Pluta (Pogoń Ruda Śląska)

2000 – Słupsk
- Andrzej Pluta (Pogoń Ruda Śląska)

2003 – Bydgoszcz
- Andrzej Pluta (Anwil Włocławek)

2005 – Pruszków
- Goran Jagodnik (Prokom Trefl Sopot), Gintaras Kadžiulis (Anwil Włocławek), Michael Watson (Deichmann Śląsk Wrocław), Wojciech Majchrzak (Czarni Słupsk), Shannon Johnson (Wisła Can-Pack Kraków)

2006 – Włocławek
- Andrzej Pluta (BOT Turów Zgorzelec), Christian Dalmau (Prokom Trefl Sopot), Tarmo Kikerpill (Energa Czarni Słupsk), Jerry Johnson (Polpharma Starogard Gdański)

2007 – Wrocław
- Iwo Kitzinger (Polpharma Starogard Gdański), Andrzej Pluta  (Anwil Włocławek), Ałeksandar Dimitrowski (Śląsk Wrocław), Christian Dalmau (Prokom Trefl Sopot)

2008 – Wrocław
- Iwo Kitzinger (PGE Turów Zgorzelec), Donatas Slanina (Prokom Trefl), D.J. Thompson (AZS Koszalin), Thomas Kelati (PGE Turów), Andrzej Pluta (Anwil Włocławek), Torrell Martin (ASCO Śląsk)

2009 – Warszawa
- Paweł Kikowski (Kotwica Kołobrzeg), Andrzej Pluta (Anwil Włocławek),  Tommy Adams (Anwil Włocławek), David Logan (Asseco Prokom Sopot)

2010 – Lublin
- Andrzej Pluta (Anwil Włocławek), Michał Wołoszyn (Stal Stalowa Wola), Eddie Miller (Polonia Warszawa), Mantas Česnauskis (Energa Czarni Słupsk), Tomasz Celej (Start Olimp Lublin)

2011 – Kalisz
- Eddie Miller (PBG Basket Poznań), Ivan Koljević (PGE Turów Zgorzelec), Darnell Hinson (Polonia Warszawa), Andrzej Pluta (Anwil Włocławek), Michael Hicks (Polpharma Starogard Gdański), Piotr Satanowski (Kaliska Amatorska Liga Koszykówki)

2012 – Katowice
- Darnell Hinson (Czarni Słupsk), Łukasz Koszarek (Trefl Sopot), Łukasz Wiśniewski (Trefl Sopot), Tony Weeden (Polpharma Starogard Gdański), Qa’rraan Calhoun (Śląsk Wrocław), Andrzej Pluta

2013 – Wrocław
- Michał Chyliński (PGE Turów Zgorzelec), Jakub Dłoniak (Jezioro Tarnobrzeg), Przemysław Zamojski (Asseco Prokom Gdynia), Pavel Miloš (Turi), Lukáš Palyza (ČEZ Basketball Nymburk), Luboš Stria (BK Děčín)

2014 – Pardubice
- Adam Waczyński (Trefl Sopot), David Jurecka (NH Ostrava), Damian Kulig (PGE Turów Zgorzelec), Pavel Selzak (Ariete Prostejov), Przemysław Zamojski (Stelmet Zielona Góra), Tre Simmons (ČEZ Basketball Nymburk)

2019 – Warszawa
- Michał Chyliński (Arged BMSlam Stal Ostrów Wlkp.), Tre Bussey (Polpharma Starogard Gdański), Marcin Dutkiewicz (TBV Start Lublin), Omar Prewitt (Legia Warszawa), Paweł Kikowski (King Szczecin), Michael Umeh (Polski Cukier Toruń)

2020 – Warszawa
- Michael Hicks (Polpharma Starogard Gdański), Jarosław Zyskowski (Stelmet BC Zielona Góra), Mārtiņš Laksa (Start Lublin), Raymond Cowels (Spójnia Stargard), Michał Michalak (Legia Warszawa), Michał Chyliński (Enea Astoria Bydgoszcz)

2021 – Lublin
- Jakub Karolak (Legia Warszawa), Michał Kolenda (Trefl Sopot), Mārtiņš Laksa (Pszczółka Start Lublin), Raymond Cowels (PGE Spójnia Stargard), Jakub Garbacz (Arged BM Slam Stal Ostrów Wielkopolski), Elijah Stewart (WKS Śląsk Wrocław)

2022 – Lublin
- Elijah Wilson (Polski Cukier Pszczółka Start Lublin), Andrzej Pluta (Enea Abramczyk Astoria Bydgoszcz), Beau Beech (Grupa Sierleccy Czarni Słupsk), Luke Petrasek (Anwil Włocławek), Przemysław Zamojski[7], Aaron Cel (Twarde Pierniki Toruń)

2023  – Lublin
- Delano Spencer (Rawlplug Sokół Łańcut)[8], Tony Meier (King Szczecin)[9], Łukasz Kolenda (WKS Śląsk Wrocław)[10], Luke Petrasek (Anwil Włocławek)[11], Zac Cuthbertson (King Szczecin), Karol Gruszecki (PGE Spójnia Stargard), Michał Krasuski (Polski Cukier Start Lublin), Jakub Nizioł (WKS Śląsk Wrocław)

2024 – Sosnowiec
- Michał Michalak (Grupa Sierleccy Czarni Słupsk)[12][13], Mārtiņš Laksa (GTK Tauron Gliwice)[14], Andrzej Pluta (Krajowa Grupa Spożywcza Arka Gdynia)[15], Dominik Wilczek (MKS Dąbrowa Górnicza)[13], Raymond Cowels (Legia Warszawa)[13], Terrell Gomez (Muszynianka Domelo Sokół Łańcut)[13], Liam O’Reilly (Polski Cukier Start Lublin)[13], Trey Diggs (Arriva Polski Cukrier Toruń)[13]